# Pagny-la-Blanche-Côte
Pagny-la-Blanche-Côte är en kommun i departementet Meuse i regionen Grand Est (tidigare regionen Lorraine) i nordöstra Frankrike. Kommunen ligger i kantonen Vaucouleurs som tillhör arrondissementet Commercy. År 2022 hade Pagny-la-Blanche-Côte 226 invånare.

## Befolkningsutveckling
Antalet invånare i kommunen Pagny-la-Blanche-Côte
| Referens: INSEE |